# كريستيان زاوتر
كريستيان زاوتر (بالألمانية: Christian Sauter)‏ هو لاعب كرة قدم ألماني في مركز الوسط، ولد في 11 فبراير 1988 في باد زاولغاو في ألمانيا. شارك مع منتخب ألمانيا تحت 19 سنة لكرة القدم ومنتخب ألمانيا تحت 20 سنة لكرة القدم. أما مع النوادي، فقد لعب مع إس إس في أولم 1846 ونادي ساربروكن ونادي شتوتغارت للرديف ونادي شتوتغارت ونادي هايدنهايم.

## وصلات خارجية
- كريستيان زاوتر على موقع قاعدة بيانات كرة القدم.إي يو (الإنجليزية)
- كريستيان زاوتر على موقع بيانات كرة القدم. دي إي (الألمانية)
- كريستيان زاوتر على موقع Soccerway.com (الإنجليزية)
- كريستيان زاوتر على موقع عالم كرة القدم.نت (الإنجليزية)